# Ceferino Garcia
Ceferino Garcia (* 26. August 1906 in Naval, Biliran; † 1. Januar 1981 in San Diego, Kalifornien, Vereinigte Staaten) war ein philippinischer Boxer im Mittelgewicht.

## Leben
Der von den Philippinen stammende Garcia, der nach anderen Angaben bereits um 1903 geboren wurde, begann seine Karriere als Boxer 1923 zunächst im Weltergewicht und gewann am 2. Oktober 1939 den Weltmeistertitel der NYSAC im Mittelgewicht der International Boxing Union bei einem Kampf gegen Fred Apostoli in New York City, den er in den siebten Runde durch ein Knockout. Am 23. Dezember 1939 verteidigte er seinen Titel in Manila gegen Glen Lee durch ein technisches K.O.
Sein Sieg im Mittelgewichtstitelkampf am 1. März 1940 gegen Henry Armstrong, gegen den er im Weltergewicht schon mal verloren hatte, gilt als Fehlurteil.
Seinen Titel verlor er am 23. Mai 1940 in einem über 15 Runden gehenden Kampf gegen Fred Apostoli.
1945 beendete er seine Karriere nach 18 Jahren, wobei er 67 Mal durch K. o. gewann sowie weitere 24 Mal durch Punkteentscheidung. Garcia wurde besonders durch seinen Kampfstil bekannt und dem von ihm verwendeten sogenannten „Bolo Punch“, den er wie einen Aufwärtshaken anwendete. Einer seiner Coachs war Ray Arcel.